# Nick Motown
Nick Motown è un EP degli Snuff.

## Tracce
1. Nick Motown – 2:27
2. Spicy – 0:41
3. Medaka No Gakoh – 2:06
4. Bit Cosy – 2:06